# Таталашвили, Нугзар
Нугзар Таталашвили (груз. ნუგზარ ტატალაშვილი, род. 20 марта 1990, Гори) — грузинский дзюдоист, призёр чемпионатов Европы и Европейских игр.

## Биография
Родился в 1990 году в Гори. В 2011 году стал бронзовым призёром чемпионата Европы в составе команды. В 2012 году в составе команды стал чемпионом Европы и бронзовым призёром чемпионата мира, но на Олимпийских играх в Лондоне был лишь 32-м. В 2013 году в составе команды завоевал золотые медали чемпионатов мира и Европы, а в личном первенстве стал серебряным призёром чемпионата Европы. В 2014 году в составе команды завоевал золотую медаль чемпионата Европы. В 2015 году стал серебряным призёром Европейских игр.